# Kamila Shamsie
Kamila Naheed Shamsie (Karachi, 13 de agosto de 1973) es una escritora y novelista pakistaní y británica, conocida por su premiada novela Home Fire.

## Biografía
Shamsie nació en una familia acomodada de intelectuales en Pakistán. Su madre es la periodista y editora Muneeza Shamsie, su tía abuela fue la escritora Attia Hosain y es nieta de la autora de memorias Jahanara Habibullah. Se crio en Karachi, donde asistió a la escuela primaria de Karachi. Tiene una licenciatura en escritura creativa de Hamilton College y una maestría en artes del programa de maestría para poetas y escritores de la Universidad de Massachusetts Amherst, donde recibió la influencia del poeta cachemiro Agha Shahid Ali.
Shamsie afirma que se considera musulmana. Se mudó a Londres en 2007 y ahora tiene la doble nacionalidad del pakistaní y británica.

### Carrera
Shamsie escribió su primera novela, In The City by the Sea, cuando aún estaba en la universidad, y se publicó en 1998 cuando tenía 25 años. Fue preseleccionada para el premio John Llewellyn Rhys en el Reino Unido, y Shamsie recibió el premio del Primer ministro de Pakistán por Literatura en 1999. Su segunda novela, Salt and Saffron, salió a la venta en 2000, después de lo cual fue seleccionada como una de las 21 escritoras del siglo XXI de Orange. Su tercera novela, Kartography (2002), recibió un gran reconocimiento de la crítica y fue preseleccionada para el premio John Llewellyn Rhys nuevamente. Tanto Kartography como su próxima novela, Broken Verses (2005), han ganado el premio Patras Bokhari de la Academia de Letras de Pakistán. Su quinta novela Burnt Shadows (2009) fue preseleccionada para el Premio de Ficción Femenina, y ganó un Anisfield-Wolf Book Award por ficción. A God in Every Stone (2014) fue preseleccionada para el premio Walter Scott 2015, y el premio femenino de ficción Baileys. Su séptima novela, Home Fire, fue elegida para el Premio Booker de 2017, y en 2018 ganó el Premio de Ficción Femenina.
En 2009, Kamila Shamsie donó el cuento "The Desert Torso" al proyecto Ox-Tales de Oxfam: cuatro colecciones de historias del Reino Unido escritas por 38 autores. Su historia fue publicada en la colección Air. Asistió al Festival de Literatura de Jaipur 2011, donde habló sobre su estilo de escritura. Participó en el proyecto Sixty-Six Books del 2011 del Bush Theatre, con una pieza basada en un libro de la Biblia del rey Jacobo. En 2013 fue incluida en la lista de los 20 mejores escritores británicos jóvenes de Granta. Es miembro de la Royal Society of Literature.
En 2012, se unió al último equipo de críquet Authors XI, a pesar de no haber jugado nunca antes. Contribuyó con un capítulo, "The Women's XI", del libro The Authors XI: A Season of English Cricket from Hackney to Hambledon (2013), escrito colectivamente por miembros del equipo para relatar su primera temporada juntos.